# 石狩湾新港地域
石狩湾新港地域（いしかりわんしんこうちいき）は、北海道石狩市から小樽市にかけてある工業団地。この項目では、第三セクターの石狩開発（いしかりかいはつ）についても記載している。

## 概要
石狩湾新港に隣接し、「石狩湾新港地域開発基本計画」に基づいて国・北海道・小樽市・石狩市・石狩開発が推進している総面積約3,000 haの大規模な産業複合拠点。札幌市中心部から12～15 km、車で約30分の距離に位置している。幹線道路が整備されているため、道央圏連絡道路や道央自動車道などを利用して新千歳空港や北海道内の主要都市へのアクセスも充実している。開発全域の1/3を公園や緑地としており、良好な就労環境に努めている。
企業進出に対して北海道・小樽市・石狩市による優遇措置やサポート体制を設けている。

## 事業主体
石狩開発は、石狩湾新港地域の開発を推進する第三セクター。北海道、日本政策投資銀行、石狩市、金融機関などが出資している。1978年（昭和53年）から事業用地の分譲を開始したが、土地利用の低迷が続いて債務超過に陥ったため、2002年（平成14年）に民事再生法の適用を申請した。翌年に再生計画が認可されて新体制がスタートした。

## 立地企業・団体など
北日本最大級の冷凍冷蔵倉庫群があり、流通業、食品関連企業、リサイクル関連企業など700社を超える企業が立地している。また、電力や通信回線などのインフラストラクチャーが整備されていること、恵まれた気象条件や自然災害が極めて少ないことなどから、データセンター（石狩データセンター）も進出している。

### 新港南・新港東・新港中央
50音順。「PHOTO&MAP 地・域・点・描」参照
- あらた
- 石狩湾新港管理組合[8]
- 岩谷産業
- エコートレーディング
- 協同組合札幌インテリアタウン
- コストコホールセールジャパン
- サカタインクス
- 札幌市消防局
- サテライト石狩
- 佐藤水産
- サン・ビレッジいしかり
- スーパーホテル
- ダイナム
- ナガワ
- 日立建機
- 北海道石狩湾浄化センター
- 北海道ガス
- 北海道糖業
- マテック
- YKKAP

### 新港西・銭函
50音順。「PHOTO&MAP 地・域・点・描」参照
- 石狩新港運送事業協同組合
- 石狩新港機械金属工業協同組合[9]
- 石狩湾新港倉庫事業協同組合
- エフピコ
- キユーソー流通システム
- 協同組合石狩新港卸センター
- 鴻池運輸
- 札幌通運
- シグマ アルドリッチ ジャパン
- 生活協同組合コープさっぽろ
- 蔦井倉庫
- トーモク
- 東洋水産
- 日本通運
- 日本トランスシティ
- ピップ
- ホクレン農業協同組合連合会
- 北海道電力
- 横浜冷凍
- よつ葉乳業
- ラルズ

## 沿革
- 1964年（昭和39年）：石狩開発設立。
- 1970年（昭和45年）：「第3期北海道総合開発計画」閣議決定、国家プロジェクトとして始動。
- 1971年（昭和46年）：北海道企業局が用地買収開始。
- 1972年（昭和47年）：石狩開発が第三セクターに組織変更。北海道開発庁が「石狩湾新港地域開発基本計画」決定。「石狩湾新港港湾計画」運輸大臣承認。
- 1973年（昭和48年）：北海道知事による用途地域の決定告示。石狩湾新港が「重要港湾」指定。
- 1975年（昭和50年）：小樽市が石狩町（現在の石狩市）の一部（銭函4・5丁目）を編入。
- 1976年（昭和51年）：北海道が「石狩湾新港地域土地利用計画」策定。北海道が石狩湾新港地域工業用水道事業着手[10]。石狩開発が土地区画整理事業着手。
- 1977年（昭和52年）：北海道が公共下水道事業着手。
- 1978年（昭和53年）：石狩湾新港管理組合設立。石狩開発が事業用地の分譲開始。
- 1980年（昭和55年）：石狩新港運送事業協同組合が集団立地。
- 1981年（昭和56年）：協同組合石狩新港卸センターが集団立地。
- 1982年（昭和57年）：東埠頭一部供用開始（第1船入港）。
- 1983年（昭和58年）：石狩新港機械金属工業協同組合が集団立地。北海道道225号小樽石狩線供用開始。
- 1986年（昭和61年）：石狩湾新港企業団地連絡協議会発足。
- 1988年（昭和63年）：花畔埠頭一部供用開始。「石狩湾新港地域土地利用計画」改訂。
- 1989年（平成元年）：国道337号（道央新道）供用開始。
- 1990年（平成02年）：小樽市と石狩町との行政区域境界変更告示。中央埠頭専用バース供用開始。
- 1991年（平成03年）：樽川埠頭一部供用開始。
- 1992年（平成04年）：サポートセンタープラザオープン。
- 1997年（平成09年）：韓国との間に定期コンテナ航路開設。「石狩湾新港地域土地利用計画」改訂。
- 1999年（平成11年）：野外音楽イベント『ライジング・サン・ロックフェスティバル』初開催。
- 2001年（平成13年）：青葉公園にてGLAYが野外ライヴ『GLAY EXPO 2001 “GLOBAL COMMUNICATION”』開催。
- 2002年（平成14年）：石狩開発が民事再生法の適用申請[5]。
- 2003年（平成15年）：石狩湾新港が構造改革特別区域の「港湾物流特区」認定、静脈物流の「静脈物流拠点港」（リサイクルポート）指定[11]。中国・東南アジアとの間に定期コンテナ航路開設（翌年に中国・韓国航路に改編）。
- 2005年（平成17年）：用途地域の一部変更（建築用途制限の緩和）
- 2006年（平成18年）：石狩湾新港西地区多目的国際ターミナル（-14 m）供用開始。
- 2010年（平成22年）：石狩湾新港が「重点港湾」選定[12]。
- 2011年（平成23年）：石狩湾新港が液化天然ガス（LNG）機能に係る「日本海側拠点港」選定[13]。
- 2013年（平成25年）：花畔埠頭の中央水路地区耐震強化岸壁供用開始。
- 2018年（平成30年）：北ガス石狩発電所営業運転開始。
- 2019年（平成31年）：石狩湾新港発電所営業運転開始。
- 2021年（令和03年）：コストコ石狩倉庫店オープン[14]。

## 交通アクセス
港湾
- 石狩湾新港（重点港湾）

空港
- 新千歳空港（24時間運用[15]）

高速道路
- 道央自動車道（北海道縦貫自動車道）
- 札樽自動車道（北海道横断自動車道）

一般国道
- 国道337号（道央圏連絡道路）
- 国道231号
- 国道5号